# 土岐プレミアム・アウトレット

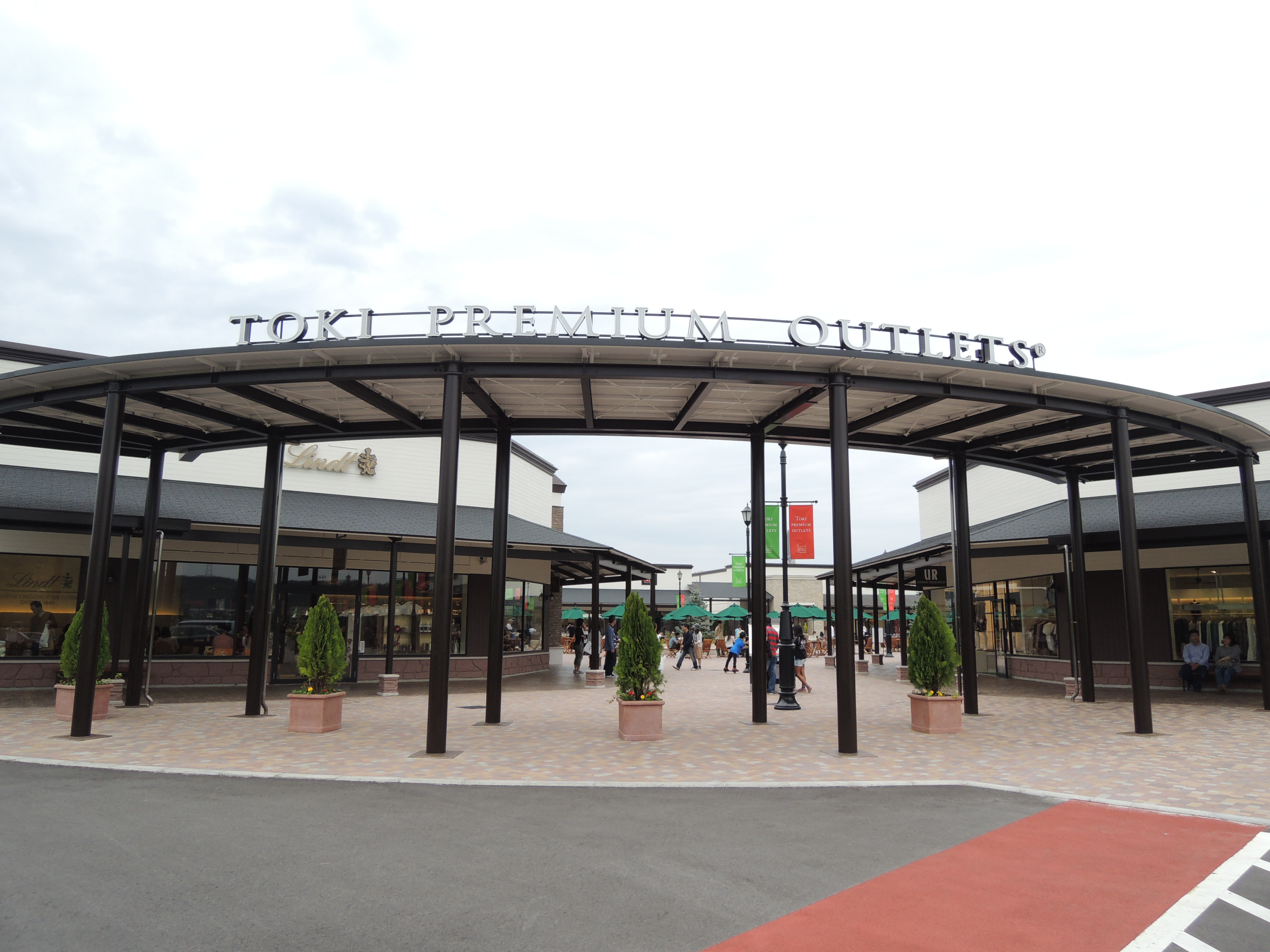
土岐プレミアム・アウトレットの入口

土岐プレミアム・アウトレット（ときプレミアム・アウトレット、英称：Toki Premium Outlets）は、岐阜県土岐市に所在するアウトレットモールである。2005年（平成17年）3月開業。三菱地所グループの三菱地所・サイモンが運営する。

## 概要
小高い山の上の見晴らしの良い場所にあり、コロラドをイメージしたデザインとなっている。近くに核融合科学研究所や岐阜県立土岐商業高等学校、テラスゲート土岐、イオンモール土岐（2022年（令和4年）10月7日グランドオープン）がある。
宣伝活動としては広範囲からの集客を目指し、愛三岐（東海3県）だけでなく、静岡県（浜松市など遠州エリア向け）でも御殿場プレミアム・アウトレットとの連名としてテレビCMなどを流している。

## 沿革
- 2005年（平成17年）3月4日 - オープン：85店舗（物販：78店舗・飲食：7店舗）[1]。
- 2006年（平成18年）10月24日 - 第2期増設：111店舗（物販：104店舗・飲食：7店舗）。
- 2010年（平成22年）7月14日 - 第3期増設：144店舗（物販：133店舗・飲食：11店舗（フードコート含む））。
- 2014年（平成26年）11月20日 - 第4期増設：183店舗（物販：171店舗・飲食：12店舗（フードコート含む））。

## 交通アクセス

### 自動車
- 東海環状自動車道：土岐南多治見IC、五斗蒔SIC
- 中央自動車道：土岐IC、多治見IC

### 公共交通機関
- JR中央本線 土岐市駅・多治見駅下車。
  - 土岐市駅より東濃鉄道（路線バス）土岐西部丘陵線「土岐プレミアム・アウトレット」バス停下車。
  - 多治見駅より東濃鉄道（路線バス）学園都市線「土岐プレミアム・アウトレット」バス停下車。
- 東濃鉄道（高速バス）
  - 名鉄バスセンター（名古屋駅） → 伏見町 → 錦通本町 → 桃花台 → 土岐プレミアム・アウトレット、所要時間は約70分。

## 備考
2007年（平成29年）10月 - 12月に岐阜県東濃振興局により近隣の観光地とを結ぶ「東濃圏域周遊バス」の試験運行が行われた。